# Martin J. Klein
Martin Jesse Klein (* 25. Juni 1924 in New York City; † 28. März 2009 in Chapel Hill, North Carolina) war ein US-amerikanischer Physiker und Wissenschaftshistoriker.

## Leben und Werk
Klein wurde als Sohn eines Lehrerpaars in der Bronx geboren und ging in New York auf die James Monroe High School (ein Klassenkamerad war Leon Max Lederman), die er 1938 abschloss. Er studierte Physik an der Columbia University (Bachelor 1942, Master 1944) und, nach Wehrdienst von 1944 bis 1946, am MIT, wo er 1948 in theoretischer Physik promoviert wurde. Ab 1949 war er am Case Institute of Technology in Cleveland (Ohio), wo er Professor für Physik wurde (1966/67 war er Vorsitzender des Physik-Departments). 1952/53 war er am Institute of Advanced Studies in Dublin (bei Erwin Schrödinger) als National Research Fellow und 1958/59 mit einem Guggenheim-Stipendium am Lorentz Institut für Theoretische Physik in Leiden, wo er seine Arbeiten über Physikgeschichte mit der Herausgabe der Gesammelten Werke von Paul Ehrenfest begann. 1967/68 war er erneut Guggenheim-Fellow und ab 1967 Professor für Physikgeschichte (und später auch Professor für Physik) an der Yale University. 1971 wurde er Vorsitzender des Departments für Science History in Yale. Ab 1974 war er Eugene Higgins Professor for the History of Physics in Yale.
Als Physiker beschäftigte er sich mit statistischer Mechanik und der Theorie dünner ferromagnetischer Schichten.
Klein beschäftigte sich mit den Beiträgen Ehrenfests zur statistischen Mechanik und frühen Quantentheorie, mit der Frühzeit der Quantentheorie bei Max Planck und Albert Einstein (schon Anfang der 1960er Jahre). Er gab die Briefe über Wellenmechanik von Schrödinger, Einstein, Lorentz und Planck in englischer Übersetzung heraus und beschäftigte sich mit den Ursprüngen von Schrödingers Wellenmechanik. Für den Dictionary of Scientific Biography schrieb er die Artikel über Ehrenfest, Einstein und Josiah Willard Gibbs. Er untersuchte die frühen Arbeiten zur Thermodynamik von Gibbs, seinem Vorläufer als Physikprofessor in Yale und einer der ersten bedeutenden US-amerikanischen Physiker, und die Entwicklung der statistischen Mechanik bei Ludwig Boltzmann. Er schrieb die maßgebliche Biographie über Ehrenfest.
Neben der Herausgabe der Werke von Ehrenfest war er 1988 bis 1998 auch an der Herausgabe der Bände 3 bis 6 der Gesammelten Werke Albert Einsteins bei Princeton University Press beteiligt. Die von ihm herausgegebenen Bände umfassen die Jahre 1909 bis 1917, also die entscheidenden Jahre der Entwicklung der Allgemeinen Relativitätstheorie, deren endgültige Form von 1916 stammt.
Er war Mitglied der American Association for the Advancement of Science, der National Academy of Sciences (1977), der American Academy of Arts and Sciences (1979) und der Académie Internationale d’Histoire des Sciences in Paris (seit 1971). 2005 erhielt er den ersten Abraham-Pais-Preis für Physikgeschichte der American Physical Society.
Klein war dreimal verheiratet und hatte insgesamt vier Töchter aus den verschiedenen Ehen.

## Schriften
- Paul Ehrenfest – The Making of a theoretical physicist. 2 Bände. Elsevier, Amsterdam 1970–1985, ISBN 0-444-86948-4
- Physicists inaugural lectures in history. Amsterdam University Press, Amsterdam 1993, ISBN 90-5356-057-2